# Iván
Iván is een plaats (község) en gemeente in het Hongaarse comitaat Győr-Moson-Sopron. Iván telt 1367 inwoners (2001).

## Afbeeldingen

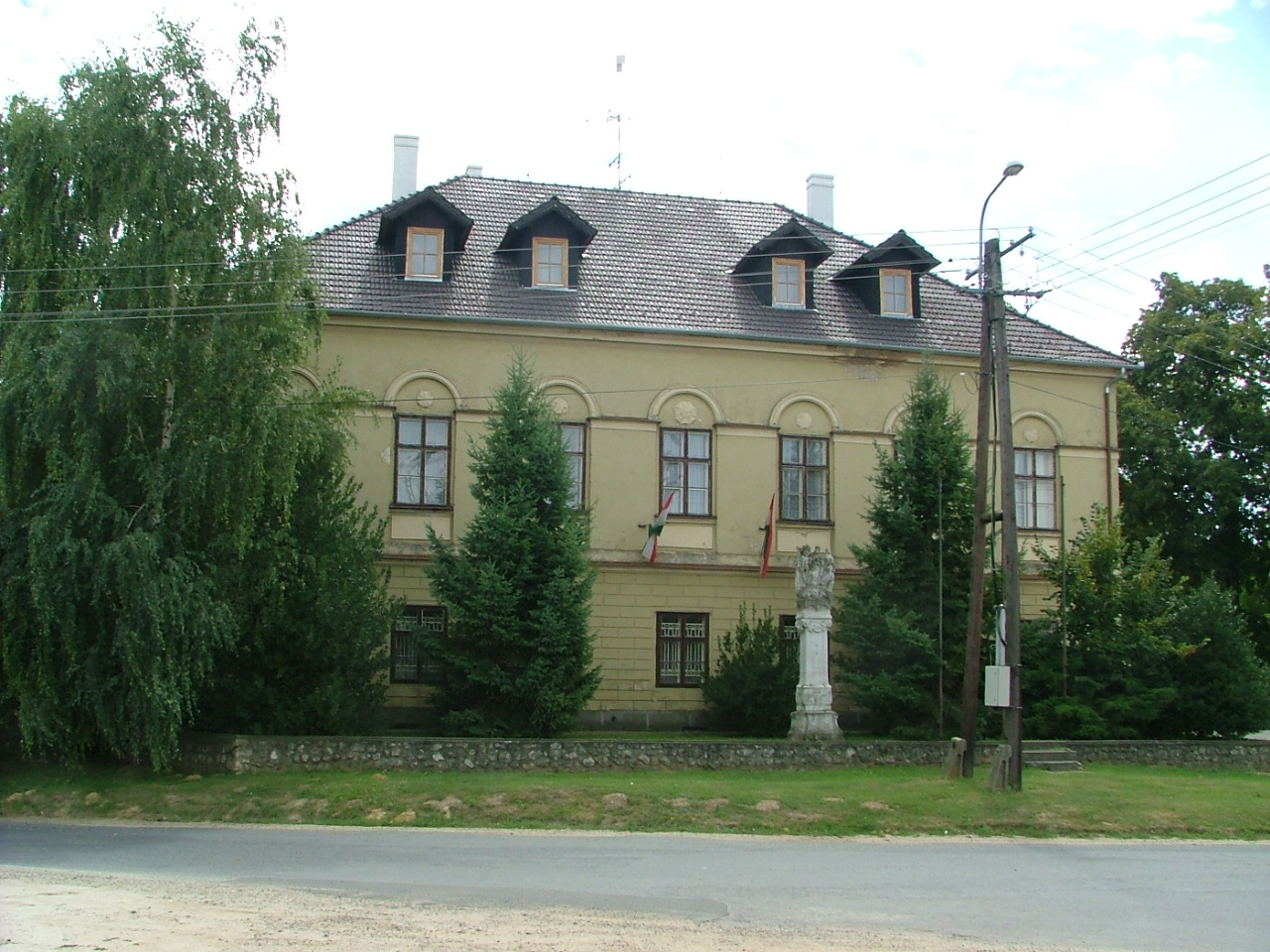
Széchenyi Castle (nu basisschool)
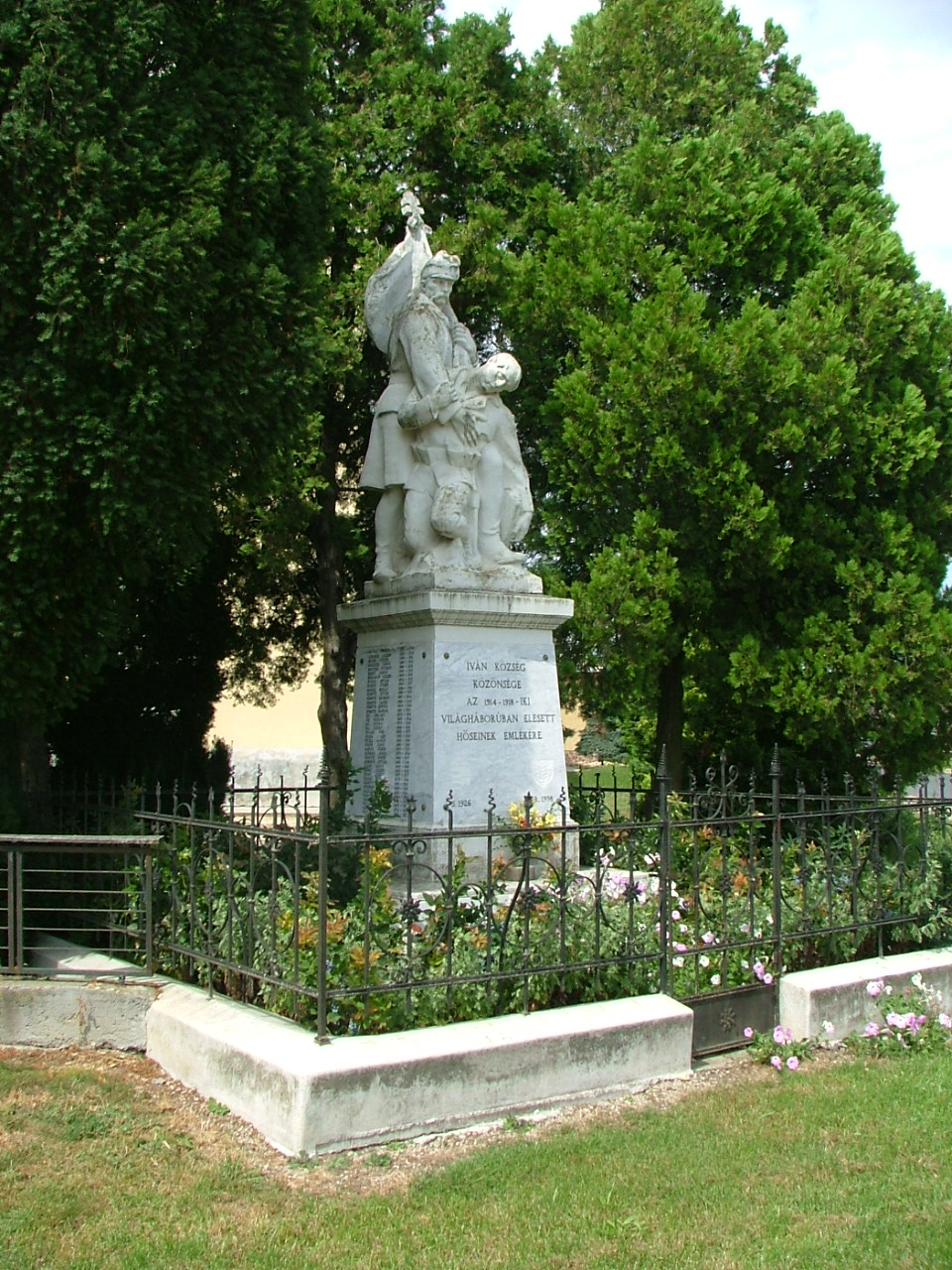
Wereldoorlog I-gedenkteken